# エヌ・エフ・ユー
株式会社エヌ・エフ・ユーは、愛知県半田市に本社を置く株式会社。日本福祉大学が教育および研究の側面からのサポートのために設立した会社である。名鉄河和線住吉町駅すぐのイチノビル2階に本社を置いている。なお、大学が教育・研究を側面からサポートするために設立した株式会社の例としては、他に学校法人立命館が設立した株式会社クレオテックがある。

## 業務内容
1. 施設管理業
2. 物品販売
3. 人材派遣業
4. リース業
5. 不動産事業
6. 福祉サービス業
7. 講座イベント企画運営
8. 保険代理業
9. 出版編集など

## 関連会社
- 有限会社日本福祉総合サービス